# 馬瑟維爾 (伊利諾伊州)
馬瑟維爾（英語：Matherville）是位於美國伊利諾伊州默瑟縣的一個村落。

## 地理
馬瑟維爾的座標為41°15′37″N 90°36′21″W / 41.26028°N 90.60583°W，而該地最高點為海拔高度228米（即748英尺）。

## 人口
根據2010年美國人口普查的數據，馬瑟維爾的面積為1.03平方千米，當中陸地面積為1.01平方千米，而水域面積為0.02平方千米。當地共有人口723人，而人口密度為每平方千米701人。